# Convención Nacional Socialcristiana de 2017
La Convención Nacional Socialcristiana de 2017 es el proceso de elección interna mediante el cual los miembros del Partido Unidad Social Cristiana seleccionarán a su candidato presidencial, y se encuentra programa para el 4 de junio de 2017. Los dos precandidatos inscritos son el exsecretario general de la agrupación y previo candidato presidencial Rodolfo Piza, visto como proveniente del sector de pensamiento liberal del partido y el diputado Rafael Ortiz, descrito como cercano al calderonismo histórico.
Los resultados definitivos dieron el triunfo a Piza con el 73% de los votos válidos, seguido de un 26% de los votos.

## Precandidatos
- Rafael Ortiz Fábrega, abogado, diputado por la provincia de Alajuela para el período 2014-2018 y presidente legislativo entre 2015-2016.[2]
- Rodolfo Piza Rocafort, abogado fue presidente ejecutivo de la Caja Costarricense de Seguro Social bajo la administración Rodríguez Echeverría y fue secretario general del partido.[4]

## Precandidaturas rechazadas o depuestas
- Miguel Carabaguiaz Murillo, expresidente del Instituto Costarricense de Ferrocarriles (2005-2014)[5][6] el Tribunal Electoral Interno le denegó su precandidatura por no cumplir los dos años de militancia ininterrumpida de requisito. Carabaguíaz no apeló la decisión del órgano.
- Gerald Murray, activista a favor de la legalización de la marihuana,[7] se negó a inscribirse augurando que sería rechazada por incumplir los años mínimos de militancia. Murray por su parte interpuso un recurso contra el Partido ante el Tribunal Supremo de Elecciones que fue rechazado.[8] Tras lo cual Murray se acercó al Partido Unión Nacional para ser candidato.[9]

## Historia

### Antecedentes
El Partido Unidad Social Cristiana, otrora uno de los dos grandes partidos del país, sufrió un grave descalabro electoral en las elecciones presidenciales de 2006 a raíz de escándalos de corrupción que involucraron a diversas figuras del partido incluyendo los expresidentes Rafael Ángel Calderón Fournier y Miguel Ángel Rodríguez Echeverría, pasando a recibir porcentajes muy bajos de respaldo popular a partir de entonces. Sin embargo, el partido tuvo un importante repunte en las elecciones de 2014 al obtener la cuarta bancada más grande del Congreso (ocho diputados) por encima incluso del Movimiento Libertario que recibió un respaldo levemente mayor para su papeleta presidencial. Esta elección sin embargo trajo una dura fractura al PUSC cuando, tras ganar la convención de 2013,  el médico Rodolfo Hernández cercano al expresidente Calderón renuncia a su candidatura poco después alegando problemas con la dirigencia socialcristiana. La candidatura es retomada por el rival de Hernández en las primarias, Rodolfo Piza quien, si bien resultó quinto en la elección presidencial, logró el repunte del partido en la papeleta legislativa. No obstante la fractura con el calderonismo sería patente al punto de que Hernández y Calderón fundarían el Partido Republicano Social Cristiano y presentarían sus propios candidatos a alcaldes en las elecciones municipales de Costa Rica de 2016 y nominarían a Hernández como candidato presidencial. A pesar de ello, la salida del calderonismo no tuvo un impacto demasiado grande en el electorado del PUSC que incluso aumentó considerablemente su número de alcaldes y regidores en las municipales de medio período.

### Campaña
Piza logra el respaldo de 5 de los 8 diputados socialcristianos, las exministras Esmeralda Britton y Patricia Vega, además del ala liberal del partido liderada tradicionalmente por el expresidente Miguel Ángel Rodríguez. Mientras que el expresidente de la Liga Deportiva Alajuelense Rafael Ortiz recibió la adhesión de los diputados Humberto Vargas y Jorge Rodríguez además del expresidente Abel Pacheco.
Ortiz trata de posicionarse como una figura emanada del calderonismo y asegura tener posturas socialcristianas más tradicionales como el apoyo a la justicia social, estado de bienestar y conservadurismo social (oposición, por ejemplo, a reformar las leyes para dar más derechos a la comunidad BGLT), acusando a Piza de ser más "libertario" y tener posturas liberales. Piza en efecto ha sido generalmente visto como más cercano al liberalismo al plantear cosas como reducción del Estado, oponerse a una reforma fiscal (conservadurismo fiscal), privatización de algunas instituciones públicas y apoyo a los derechos BGLT.

### Costo de inscripción
El Comité Ejecutivo del Partido estableció un costo de inscripción de 40 millones de colones costarricenses para cada precandidato. La cifra fue apelada por todos los precandidatos excepto Piza alegando que era muy alta, en especial considerando que otros partidos considerados mayoritarios como el PLN y el PAC tenían cuotas más bajas. El TSE acogió la apelación y estableció el costo en 35 millones.

### Debates
Distintos debates fueron organizados en diferentes universidades y canales de televisión, los dos más notorios por ser de las dos cadenas más vistas fueron el de Repretel el 31 de mayo y el de Teletica el 1 de junio.

## Encuestas
Opiniones favorables a precandidatos presidenciales del Partido Unidad Social Cristiana
| Opiniones favorables        | Opiniones favorables | Opiniones favorables | Opiniones favorables | Opiniones favorables | Opiniones favorables |
| Fecha                       | Encuestadora         | Rafael Ortiz         | Rodolfo Piza         | Gerald Murray        | Miguel Carabaguiaz   |
| --------------------------- | -------------------- | -------------------- | -------------------- | -------------------- | -------------------- |
| Mayo de 2016                | CIEP-UCR             | 56%                  | 55%                  | No incluido          | No incluido          |
| Octubre a noviembre de 2016 | CIEP-UCR             | No incluido          | No incluido          | No incluido          | No incluido          |
| Febrero de 2016             | Cid Gallup           | 20%                  | 32%                  | No incluido          | No incluido          |
| Diciembre de 2016           | Opol Consultores     | 63%                  | 55%                  | No incluido          | No incluido          |
| Febrero de 2017             | OPol Consultores     | 49%                  | 49%                  | No incluido          | No incluido          |

Intención de voto en la convención del Partido Unidad Social Cristiana
| Fecha                                                 | Encuestadora     | Miguel Carabaguiaz | Rafael Ortiz | Rodolfo Piza | Gerald Murray | Ninguno |
| ----------------------------------------------------- | ---------------- | ------------------ | ------------ | ------------ | ------------- | ------- |
| 18 de setiembre al 13 de octubre de 2016 (Nacional)   | Diario Extra     | 7%                 | 9%           | 34%          | No incluido   | -       |
| 18 de setiembre al 13 de octubre de 2016 (Partidario) | Diario Extra     | 7%                 | 12%          | 53%          | No incluido   | -       |
| 8 al 11 de febrero de 2017 (Nacional)                 | OPol Consultores | 2%                 | 8,3%         | 38,3%        | 2%            | 49,4%   |
| Mayo de 2017 (Nacional)                               | Opol Consultores | -                  | 26,80%       | 73,19%       | -             | -       |